# György Páros
György Páros (Tamași, 28 aprile 1910 – Budapest, 17 dicembre 1975) è stato un compositore di scacchi ungherese.
Dal 1926 compose oltre 700 problemi ottenendo moltissime premiazioni, tra cui un centinaio di primi premi. Il suo genere preferito era l'aiutomatto, campo nel quale produsse problemi di rara bellezza e profondità. Dieci volte vincitore del campionato ungherese di composizione nella sezione aiutomatti. Compose anche problemi diretti in due, tre e più mosse, settore nel quale realizzò temi complessi e difficili.
Nel 1956 la FIDE gli attribuì il titolo di Giudice internazionale per la composizione e nello stesso anno il governo ungherese lo nominò Maestro dello Sport. Ottenne i titoli per la composizione di Maestro Internazionale nel 1965 e di Grande Maestro nel 1975.
Ideò il "tema Páros" del due mosse: « Dopo la chiave, una difesa apre una linea A e chiude una linea B, mentre un'altra difesa apre la linea B e chiude la linea A (bivalve reciproche). Nelle altre continuazioni si hanno ancora bivalve, ma non reciproche ».
Il tema è illustrato dal seguente problema:
|   | a | b | c | d | e | f | g | h |   |
| 8 | a7 alfiere del bianco · h7 donna del bianco · b6 torre del bianco · c6 alfiere del bianco · f6 pedone del nero · h6 alfiere del nero · a5 pedone del nero · c5 cavallo del nero · e5 pedone del nero · f5 torre del nero · h5 pedone del nero · c4 cavallo del bianco · d4 re del nero · e4 torre del nero · h4 pedone del nero · d3 pedone del bianco · g3 cavallo del bianco · h3 alfiere del nero · b2 pedone del bianco · e2 pedone del bianco · f2 pedone del nero · g2 donna del nero · a1 re del bianco · d1 torre del bianco | a7 alfiere del bianco · h7 donna del bianco · b6 torre del bianco · c6 alfiere del bianco · f6 pedone del nero · h6 alfiere del nero · a5 pedone del nero · c5 cavallo del nero · e5 pedone del nero · f5 torre del nero · h5 pedone del nero · c4 cavallo del bianco · d4 re del nero · e4 torre del nero · h4 pedone del nero · d3 pedone del bianco · g3 cavallo del bianco · h3 alfiere del nero · b2 pedone del bianco · e2 pedone del bianco · f2 pedone del nero · g2 donna del nero · a1 re del bianco · d1 torre del bianco | a7 alfiere del bianco · h7 donna del bianco · b6 torre del bianco · c6 alfiere del bianco · f6 pedone del nero · h6 alfiere del nero · a5 pedone del nero · c5 cavallo del nero · e5 pedone del nero · f5 torre del nero · h5 pedone del nero · c4 cavallo del bianco · d4 re del nero · e4 torre del nero · h4 pedone del nero · d3 pedone del bianco · g3 cavallo del bianco · h3 alfiere del nero · b2 pedone del bianco · e2 pedone del bianco · f2 pedone del nero · g2 donna del nero · a1 re del bianco · d1 torre del bianco | a7 alfiere del bianco · h7 donna del bianco · b6 torre del bianco · c6 alfiere del bianco · f6 pedone del nero · h6 alfiere del nero · a5 pedone del nero · c5 cavallo del nero · e5 pedone del nero · f5 torre del nero · h5 pedone del nero · c4 cavallo del bianco · d4 re del nero · e4 torre del nero · h4 pedone del nero · d3 pedone del bianco · g3 cavallo del bianco · h3 alfiere del nero · b2 pedone del bianco · e2 pedone del bianco · f2 pedone del nero · g2 donna del nero · a1 re del bianco · d1 torre del bianco | a7 alfiere del bianco · h7 donna del bianco · b6 torre del bianco · c6 alfiere del bianco · f6 pedone del nero · h6 alfiere del nero · a5 pedone del nero · c5 cavallo del nero · e5 pedone del nero · f5 torre del nero · h5 pedone del nero · c4 cavallo del bianco · d4 re del nero · e4 torre del nero · h4 pedone del nero · d3 pedone del bianco · g3 cavallo del bianco · h3 alfiere del nero · b2 pedone del bianco · e2 pedone del bianco · f2 pedone del nero · g2 donna del nero · a1 re del bianco · d1 torre del bianco | a7 alfiere del bianco · h7 donna del bianco · b6 torre del bianco · c6 alfiere del bianco · f6 pedone del nero · h6 alfiere del nero · a5 pedone del nero · c5 cavallo del nero · e5 pedone del nero · f5 torre del nero · h5 pedone del nero · c4 cavallo del bianco · d4 re del nero · e4 torre del nero · h4 pedone del nero · d3 pedone del bianco · g3 cavallo del bianco · h3 alfiere del nero · b2 pedone del bianco · e2 pedone del bianco · f2 pedone del nero · g2 donna del nero · a1 re del bianco · d1 torre del bianco | a7 alfiere del bianco · h7 donna del bianco · b6 torre del bianco · c6 alfiere del bianco · f6 pedone del nero · h6 alfiere del nero · a5 pedone del nero · c5 cavallo del nero · e5 pedone del nero · f5 torre del nero · h5 pedone del nero · c4 cavallo del bianco · d4 re del nero · e4 torre del nero · h4 pedone del nero · d3 pedone del bianco · g3 cavallo del bianco · h3 alfiere del nero · b2 pedone del bianco · e2 pedone del bianco · f2 pedone del nero · g2 donna del nero · a1 re del bianco · d1 torre del bianco | a7 alfiere del bianco · h7 donna del bianco · b6 torre del bianco · c6 alfiere del bianco · f6 pedone del nero · h6 alfiere del nero · a5 pedone del nero · c5 cavallo del nero · e5 pedone del nero · f5 torre del nero · h5 pedone del nero · c4 cavallo del bianco · d4 re del nero · e4 torre del nero · h4 pedone del nero · d3 pedone del bianco · g3 cavallo del bianco · h3 alfiere del nero · b2 pedone del bianco · e2 pedone del bianco · f2 pedone del nero · g2 donna del nero · a1 re del bianco · d1 torre del bianco | 8 |
| 7 | a7 alfiere del bianco · h7 donna del bianco · b6 torre del bianco · c6 alfiere del bianco · f6 pedone del nero · h6 alfiere del nero · a5 pedone del nero · c5 cavallo del nero · e5 pedone del nero · f5 torre del nero · h5 pedone del nero · c4 cavallo del bianco · d4 re del nero · e4 torre del nero · h4 pedone del nero · d3 pedone del bianco · g3 cavallo del bianco · h3 alfiere del nero · b2 pedone del bianco · e2 pedone del bianco · f2 pedone del nero · g2 donna del nero · a1 re del bianco · d1 torre del bianco | a7 alfiere del bianco · h7 donna del bianco · b6 torre del bianco · c6 alfiere del bianco · f6 pedone del nero · h6 alfiere del nero · a5 pedone del nero · c5 cavallo del nero · e5 pedone del nero · f5 torre del nero · h5 pedone del nero · c4 cavallo del bianco · d4 re del nero · e4 torre del nero · h4 pedone del nero · d3 pedone del bianco · g3 cavallo del bianco · h3 alfiere del nero · b2 pedone del bianco · e2 pedone del bianco · f2 pedone del nero · g2 donna del nero · a1 re del bianco · d1 torre del bianco | a7 alfiere del bianco · h7 donna del bianco · b6 torre del bianco · c6 alfiere del bianco · f6 pedone del nero · h6 alfiere del nero · a5 pedone del nero · c5 cavallo del nero · e5 pedone del nero · f5 torre del nero · h5 pedone del nero · c4 cavallo del bianco · d4 re del nero · e4 torre del nero · h4 pedone del nero · d3 pedone del bianco · g3 cavallo del bianco · h3 alfiere del nero · b2 pedone del bianco · e2 pedone del bianco · f2 pedone del nero · g2 donna del nero · a1 re del bianco · d1 torre del bianco | a7 alfiere del bianco · h7 donna del bianco · b6 torre del bianco · c6 alfiere del bianco · f6 pedone del nero · h6 alfiere del nero · a5 pedone del nero · c5 cavallo del nero · e5 pedone del nero · f5 torre del nero · h5 pedone del nero · c4 cavallo del bianco · d4 re del nero · e4 torre del nero · h4 pedone del nero · d3 pedone del bianco · g3 cavallo del bianco · h3 alfiere del nero · b2 pedone del bianco · e2 pedone del bianco · f2 pedone del nero · g2 donna del nero · a1 re del bianco · d1 torre del bianco | a7 alfiere del bianco · h7 donna del bianco · b6 torre del bianco · c6 alfiere del bianco · f6 pedone del nero · h6 alfiere del nero · a5 pedone del nero · c5 cavallo del nero · e5 pedone del nero · f5 torre del nero · h5 pedone del nero · c4 cavallo del bianco · d4 re del nero · e4 torre del nero · h4 pedone del nero · d3 pedone del bianco · g3 cavallo del bianco · h3 alfiere del nero · b2 pedone del bianco · e2 pedone del bianco · f2 pedone del nero · g2 donna del nero · a1 re del bianco · d1 torre del bianco | a7 alfiere del bianco · h7 donna del bianco · b6 torre del bianco · c6 alfiere del bianco · f6 pedone del nero · h6 alfiere del nero · a5 pedone del nero · c5 cavallo del nero · e5 pedone del nero · f5 torre del nero · h5 pedone del nero · c4 cavallo del bianco · d4 re del nero · e4 torre del nero · h4 pedone del nero · d3 pedone del bianco · g3 cavallo del bianco · h3 alfiere del nero · b2 pedone del bianco · e2 pedone del bianco · f2 pedone del nero · g2 donna del nero · a1 re del bianco · d1 torre del bianco | a7 alfiere del bianco · h7 donna del bianco · b6 torre del bianco · c6 alfiere del bianco · f6 pedone del nero · h6 alfiere del nero · a5 pedone del nero · c5 cavallo del nero · e5 pedone del nero · f5 torre del nero · h5 pedone del nero · c4 cavallo del bianco · d4 re del nero · e4 torre del nero · h4 pedone del nero · d3 pedone del bianco · g3 cavallo del bianco · h3 alfiere del nero · b2 pedone del bianco · e2 pedone del bianco · f2 pedone del nero · g2 donna del nero · a1 re del bianco · d1 torre del bianco | a7 alfiere del bianco · h7 donna del bianco · b6 torre del bianco · c6 alfiere del bianco · f6 pedone del nero · h6 alfiere del nero · a5 pedone del nero · c5 cavallo del nero · e5 pedone del nero · f5 torre del nero · h5 pedone del nero · c4 cavallo del bianco · d4 re del nero · e4 torre del nero · h4 pedone del nero · d3 pedone del bianco · g3 cavallo del bianco · h3 alfiere del nero · b2 pedone del bianco · e2 pedone del bianco · f2 pedone del nero · g2 donna del nero · a1 re del bianco · d1 torre del bianco | 7 |
| 6 | a7 alfiere del bianco · h7 donna del bianco · b6 torre del bianco · c6 alfiere del bianco · f6 pedone del nero · h6 alfiere del nero · a5 pedone del nero · c5 cavallo del nero · e5 pedone del nero · f5 torre del nero · h5 pedone del nero · c4 cavallo del bianco · d4 re del nero · e4 torre del nero · h4 pedone del nero · d3 pedone del bianco · g3 cavallo del bianco · h3 alfiere del nero · b2 pedone del bianco · e2 pedone del bianco · f2 pedone del nero · g2 donna del nero · a1 re del bianco · d1 torre del bianco | a7 alfiere del bianco · h7 donna del bianco · b6 torre del bianco · c6 alfiere del bianco · f6 pedone del nero · h6 alfiere del nero · a5 pedone del nero · c5 cavallo del nero · e5 pedone del nero · f5 torre del nero · h5 pedone del nero · c4 cavallo del bianco · d4 re del nero · e4 torre del nero · h4 pedone del nero · d3 pedone del bianco · g3 cavallo del bianco · h3 alfiere del nero · b2 pedone del bianco · e2 pedone del bianco · f2 pedone del nero · g2 donna del nero · a1 re del bianco · d1 torre del bianco | a7 alfiere del bianco · h7 donna del bianco · b6 torre del bianco · c6 alfiere del bianco · f6 pedone del nero · h6 alfiere del nero · a5 pedone del nero · c5 cavallo del nero · e5 pedone del nero · f5 torre del nero · h5 pedone del nero · c4 cavallo del bianco · d4 re del nero · e4 torre del nero · h4 pedone del nero · d3 pedone del bianco · g3 cavallo del bianco · h3 alfiere del nero · b2 pedone del bianco · e2 pedone del bianco · f2 pedone del nero · g2 donna del nero · a1 re del bianco · d1 torre del bianco | a7 alfiere del bianco · h7 donna del bianco · b6 torre del bianco · c6 alfiere del bianco · f6 pedone del nero · h6 alfiere del nero · a5 pedone del nero · c5 cavallo del nero · e5 pedone del nero · f5 torre del nero · h5 pedone del nero · c4 cavallo del bianco · d4 re del nero · e4 torre del nero · h4 pedone del nero · d3 pedone del bianco · g3 cavallo del bianco · h3 alfiere del nero · b2 pedone del bianco · e2 pedone del bianco · f2 pedone del nero · g2 donna del nero · a1 re del bianco · d1 torre del bianco | a7 alfiere del bianco · h7 donna del bianco · b6 torre del bianco · c6 alfiere del bianco · f6 pedone del nero · h6 alfiere del nero · a5 pedone del nero · c5 cavallo del nero · e5 pedone del nero · f5 torre del nero · h5 pedone del nero · c4 cavallo del bianco · d4 re del nero · e4 torre del nero · h4 pedone del nero · d3 pedone del bianco · g3 cavallo del bianco · h3 alfiere del nero · b2 pedone del bianco · e2 pedone del bianco · f2 pedone del nero · g2 donna del nero · a1 re del bianco · d1 torre del bianco | a7 alfiere del bianco · h7 donna del bianco · b6 torre del bianco · c6 alfiere del bianco · f6 pedone del nero · h6 alfiere del nero · a5 pedone del nero · c5 cavallo del nero · e5 pedone del nero · f5 torre del nero · h5 pedone del nero · c4 cavallo del bianco · d4 re del nero · e4 torre del nero · h4 pedone del nero · d3 pedone del bianco · g3 cavallo del bianco · h3 alfiere del nero · b2 pedone del bianco · e2 pedone del bianco · f2 pedone del nero · g2 donna del nero · a1 re del bianco · d1 torre del bianco | a7 alfiere del bianco · h7 donna del bianco · b6 torre del bianco · c6 alfiere del bianco · f6 pedone del nero · h6 alfiere del nero · a5 pedone del nero · c5 cavallo del nero · e5 pedone del nero · f5 torre del nero · h5 pedone del nero · c4 cavallo del bianco · d4 re del nero · e4 torre del nero · h4 pedone del nero · d3 pedone del bianco · g3 cavallo del bianco · h3 alfiere del nero · b2 pedone del bianco · e2 pedone del bianco · f2 pedone del nero · g2 donna del nero · a1 re del bianco · d1 torre del bianco | a7 alfiere del bianco · h7 donna del bianco · b6 torre del bianco · c6 alfiere del bianco · f6 pedone del nero · h6 alfiere del nero · a5 pedone del nero · c5 cavallo del nero · e5 pedone del nero · f5 torre del nero · h5 pedone del nero · c4 cavallo del bianco · d4 re del nero · e4 torre del nero · h4 pedone del nero · d3 pedone del bianco · g3 cavallo del bianco · h3 alfiere del nero · b2 pedone del bianco · e2 pedone del bianco · f2 pedone del nero · g2 donna del nero · a1 re del bianco · d1 torre del bianco | 6 |
| 5 | a7 alfiere del bianco · h7 donna del bianco · b6 torre del bianco · c6 alfiere del bianco · f6 pedone del nero · h6 alfiere del nero · a5 pedone del nero · c5 cavallo del nero · e5 pedone del nero · f5 torre del nero · h5 pedone del nero · c4 cavallo del bianco · d4 re del nero · e4 torre del nero · h4 pedone del nero · d3 pedone del bianco · g3 cavallo del bianco · h3 alfiere del nero · b2 pedone del bianco · e2 pedone del bianco · f2 pedone del nero · g2 donna del nero · a1 re del bianco · d1 torre del bianco | a7 alfiere del bianco · h7 donna del bianco · b6 torre del bianco · c6 alfiere del bianco · f6 pedone del nero · h6 alfiere del nero · a5 pedone del nero · c5 cavallo del nero · e5 pedone del nero · f5 torre del nero · h5 pedone del nero · c4 cavallo del bianco · d4 re del nero · e4 torre del nero · h4 pedone del nero · d3 pedone del bianco · g3 cavallo del bianco · h3 alfiere del nero · b2 pedone del bianco · e2 pedone del bianco · f2 pedone del nero · g2 donna del nero · a1 re del bianco · d1 torre del bianco | a7 alfiere del bianco · h7 donna del bianco · b6 torre del bianco · c6 alfiere del bianco · f6 pedone del nero · h6 alfiere del nero · a5 pedone del nero · c5 cavallo del nero · e5 pedone del nero · f5 torre del nero · h5 pedone del nero · c4 cavallo del bianco · d4 re del nero · e4 torre del nero · h4 pedone del nero · d3 pedone del bianco · g3 cavallo del bianco · h3 alfiere del nero · b2 pedone del bianco · e2 pedone del bianco · f2 pedone del nero · g2 donna del nero · a1 re del bianco · d1 torre del bianco | a7 alfiere del bianco · h7 donna del bianco · b6 torre del bianco · c6 alfiere del bianco · f6 pedone del nero · h6 alfiere del nero · a5 pedone del nero · c5 cavallo del nero · e5 pedone del nero · f5 torre del nero · h5 pedone del nero · c4 cavallo del bianco · d4 re del nero · e4 torre del nero · h4 pedone del nero · d3 pedone del bianco · g3 cavallo del bianco · h3 alfiere del nero · b2 pedone del bianco · e2 pedone del bianco · f2 pedone del nero · g2 donna del nero · a1 re del bianco · d1 torre del bianco | a7 alfiere del bianco · h7 donna del bianco · b6 torre del bianco · c6 alfiere del bianco · f6 pedone del nero · h6 alfiere del nero · a5 pedone del nero · c5 cavallo del nero · e5 pedone del nero · f5 torre del nero · h5 pedone del nero · c4 cavallo del bianco · d4 re del nero · e4 torre del nero · h4 pedone del nero · d3 pedone del bianco · g3 cavallo del bianco · h3 alfiere del nero · b2 pedone del bianco · e2 pedone del bianco · f2 pedone del nero · g2 donna del nero · a1 re del bianco · d1 torre del bianco | a7 alfiere del bianco · h7 donna del bianco · b6 torre del bianco · c6 alfiere del bianco · f6 pedone del nero · h6 alfiere del nero · a5 pedone del nero · c5 cavallo del nero · e5 pedone del nero · f5 torre del nero · h5 pedone del nero · c4 cavallo del bianco · d4 re del nero · e4 torre del nero · h4 pedone del nero · d3 pedone del bianco · g3 cavallo del bianco · h3 alfiere del nero · b2 pedone del bianco · e2 pedone del bianco · f2 pedone del nero · g2 donna del nero · a1 re del bianco · d1 torre del bianco | a7 alfiere del bianco · h7 donna del bianco · b6 torre del bianco · c6 alfiere del bianco · f6 pedone del nero · h6 alfiere del nero · a5 pedone del nero · c5 cavallo del nero · e5 pedone del nero · f5 torre del nero · h5 pedone del nero · c4 cavallo del bianco · d4 re del nero · e4 torre del nero · h4 pedone del nero · d3 pedone del bianco · g3 cavallo del bianco · h3 alfiere del nero · b2 pedone del bianco · e2 pedone del bianco · f2 pedone del nero · g2 donna del nero · a1 re del bianco · d1 torre del bianco | a7 alfiere del bianco · h7 donna del bianco · b6 torre del bianco · c6 alfiere del bianco · f6 pedone del nero · h6 alfiere del nero · a5 pedone del nero · c5 cavallo del nero · e5 pedone del nero · f5 torre del nero · h5 pedone del nero · c4 cavallo del bianco · d4 re del nero · e4 torre del nero · h4 pedone del nero · d3 pedone del bianco · g3 cavallo del bianco · h3 alfiere del nero · b2 pedone del bianco · e2 pedone del bianco · f2 pedone del nero · g2 donna del nero · a1 re del bianco · d1 torre del bianco | 5 |
| 4 | a7 alfiere del bianco · h7 donna del bianco · b6 torre del bianco · c6 alfiere del bianco · f6 pedone del nero · h6 alfiere del nero · a5 pedone del nero · c5 cavallo del nero · e5 pedone del nero · f5 torre del nero · h5 pedone del nero · c4 cavallo del bianco · d4 re del nero · e4 torre del nero · h4 pedone del nero · d3 pedone del bianco · g3 cavallo del bianco · h3 alfiere del nero · b2 pedone del bianco · e2 pedone del bianco · f2 pedone del nero · g2 donna del nero · a1 re del bianco · d1 torre del bianco | a7 alfiere del bianco · h7 donna del bianco · b6 torre del bianco · c6 alfiere del bianco · f6 pedone del nero · h6 alfiere del nero · a5 pedone del nero · c5 cavallo del nero · e5 pedone del nero · f5 torre del nero · h5 pedone del nero · c4 cavallo del bianco · d4 re del nero · e4 torre del nero · h4 pedone del nero · d3 pedone del bianco · g3 cavallo del bianco · h3 alfiere del nero · b2 pedone del bianco · e2 pedone del bianco · f2 pedone del nero · g2 donna del nero · a1 re del bianco · d1 torre del bianco | a7 alfiere del bianco · h7 donna del bianco · b6 torre del bianco · c6 alfiere del bianco · f6 pedone del nero · h6 alfiere del nero · a5 pedone del nero · c5 cavallo del nero · e5 pedone del nero · f5 torre del nero · h5 pedone del nero · c4 cavallo del bianco · d4 re del nero · e4 torre del nero · h4 pedone del nero · d3 pedone del bianco · g3 cavallo del bianco · h3 alfiere del nero · b2 pedone del bianco · e2 pedone del bianco · f2 pedone del nero · g2 donna del nero · a1 re del bianco · d1 torre del bianco | a7 alfiere del bianco · h7 donna del bianco · b6 torre del bianco · c6 alfiere del bianco · f6 pedone del nero · h6 alfiere del nero · a5 pedone del nero · c5 cavallo del nero · e5 pedone del nero · f5 torre del nero · h5 pedone del nero · c4 cavallo del bianco · d4 re del nero · e4 torre del nero · h4 pedone del nero · d3 pedone del bianco · g3 cavallo del bianco · h3 alfiere del nero · b2 pedone del bianco · e2 pedone del bianco · f2 pedone del nero · g2 donna del nero · a1 re del bianco · d1 torre del bianco | a7 alfiere del bianco · h7 donna del bianco · b6 torre del bianco · c6 alfiere del bianco · f6 pedone del nero · h6 alfiere del nero · a5 pedone del nero · c5 cavallo del nero · e5 pedone del nero · f5 torre del nero · h5 pedone del nero · c4 cavallo del bianco · d4 re del nero · e4 torre del nero · h4 pedone del nero · d3 pedone del bianco · g3 cavallo del bianco · h3 alfiere del nero · b2 pedone del bianco · e2 pedone del bianco · f2 pedone del nero · g2 donna del nero · a1 re del bianco · d1 torre del bianco | a7 alfiere del bianco · h7 donna del bianco · b6 torre del bianco · c6 alfiere del bianco · f6 pedone del nero · h6 alfiere del nero · a5 pedone del nero · c5 cavallo del nero · e5 pedone del nero · f5 torre del nero · h5 pedone del nero · c4 cavallo del bianco · d4 re del nero · e4 torre del nero · h4 pedone del nero · d3 pedone del bianco · g3 cavallo del bianco · h3 alfiere del nero · b2 pedone del bianco · e2 pedone del bianco · f2 pedone del nero · g2 donna del nero · a1 re del bianco · d1 torre del bianco | a7 alfiere del bianco · h7 donna del bianco · b6 torre del bianco · c6 alfiere del bianco · f6 pedone del nero · h6 alfiere del nero · a5 pedone del nero · c5 cavallo del nero · e5 pedone del nero · f5 torre del nero · h5 pedone del nero · c4 cavallo del bianco · d4 re del nero · e4 torre del nero · h4 pedone del nero · d3 pedone del bianco · g3 cavallo del bianco · h3 alfiere del nero · b2 pedone del bianco · e2 pedone del bianco · f2 pedone del nero · g2 donna del nero · a1 re del bianco · d1 torre del bianco | a7 alfiere del bianco · h7 donna del bianco · b6 torre del bianco · c6 alfiere del bianco · f6 pedone del nero · h6 alfiere del nero · a5 pedone del nero · c5 cavallo del nero · e5 pedone del nero · f5 torre del nero · h5 pedone del nero · c4 cavallo del bianco · d4 re del nero · e4 torre del nero · h4 pedone del nero · d3 pedone del bianco · g3 cavallo del bianco · h3 alfiere del nero · b2 pedone del bianco · e2 pedone del bianco · f2 pedone del nero · g2 donna del nero · a1 re del bianco · d1 torre del bianco | 4 |
| 3 | a7 alfiere del bianco · h7 donna del bianco · b6 torre del bianco · c6 alfiere del bianco · f6 pedone del nero · h6 alfiere del nero · a5 pedone del nero · c5 cavallo del nero · e5 pedone del nero · f5 torre del nero · h5 pedone del nero · c4 cavallo del bianco · d4 re del nero · e4 torre del nero · h4 pedone del nero · d3 pedone del bianco · g3 cavallo del bianco · h3 alfiere del nero · b2 pedone del bianco · e2 pedone del bianco · f2 pedone del nero · g2 donna del nero · a1 re del bianco · d1 torre del bianco | a7 alfiere del bianco · h7 donna del bianco · b6 torre del bianco · c6 alfiere del bianco · f6 pedone del nero · h6 alfiere del nero · a5 pedone del nero · c5 cavallo del nero · e5 pedone del nero · f5 torre del nero · h5 pedone del nero · c4 cavallo del bianco · d4 re del nero · e4 torre del nero · h4 pedone del nero · d3 pedone del bianco · g3 cavallo del bianco · h3 alfiere del nero · b2 pedone del bianco · e2 pedone del bianco · f2 pedone del nero · g2 donna del nero · a1 re del bianco · d1 torre del bianco | a7 alfiere del bianco · h7 donna del bianco · b6 torre del bianco · c6 alfiere del bianco · f6 pedone del nero · h6 alfiere del nero · a5 pedone del nero · c5 cavallo del nero · e5 pedone del nero · f5 torre del nero · h5 pedone del nero · c4 cavallo del bianco · d4 re del nero · e4 torre del nero · h4 pedone del nero · d3 pedone del bianco · g3 cavallo del bianco · h3 alfiere del nero · b2 pedone del bianco · e2 pedone del bianco · f2 pedone del nero · g2 donna del nero · a1 re del bianco · d1 torre del bianco | a7 alfiere del bianco · h7 donna del bianco · b6 torre del bianco · c6 alfiere del bianco · f6 pedone del nero · h6 alfiere del nero · a5 pedone del nero · c5 cavallo del nero · e5 pedone del nero · f5 torre del nero · h5 pedone del nero · c4 cavallo del bianco · d4 re del nero · e4 torre del nero · h4 pedone del nero · d3 pedone del bianco · g3 cavallo del bianco · h3 alfiere del nero · b2 pedone del bianco · e2 pedone del bianco · f2 pedone del nero · g2 donna del nero · a1 re del bianco · d1 torre del bianco | a7 alfiere del bianco · h7 donna del bianco · b6 torre del bianco · c6 alfiere del bianco · f6 pedone del nero · h6 alfiere del nero · a5 pedone del nero · c5 cavallo del nero · e5 pedone del nero · f5 torre del nero · h5 pedone del nero · c4 cavallo del bianco · d4 re del nero · e4 torre del nero · h4 pedone del nero · d3 pedone del bianco · g3 cavallo del bianco · h3 alfiere del nero · b2 pedone del bianco · e2 pedone del bianco · f2 pedone del nero · g2 donna del nero · a1 re del bianco · d1 torre del bianco | a7 alfiere del bianco · h7 donna del bianco · b6 torre del bianco · c6 alfiere del bianco · f6 pedone del nero · h6 alfiere del nero · a5 pedone del nero · c5 cavallo del nero · e5 pedone del nero · f5 torre del nero · h5 pedone del nero · c4 cavallo del bianco · d4 re del nero · e4 torre del nero · h4 pedone del nero · d3 pedone del bianco · g3 cavallo del bianco · h3 alfiere del nero · b2 pedone del bianco · e2 pedone del bianco · f2 pedone del nero · g2 donna del nero · a1 re del bianco · d1 torre del bianco | a7 alfiere del bianco · h7 donna del bianco · b6 torre del bianco · c6 alfiere del bianco · f6 pedone del nero · h6 alfiere del nero · a5 pedone del nero · c5 cavallo del nero · e5 pedone del nero · f5 torre del nero · h5 pedone del nero · c4 cavallo del bianco · d4 re del nero · e4 torre del nero · h4 pedone del nero · d3 pedone del bianco · g3 cavallo del bianco · h3 alfiere del nero · b2 pedone del bianco · e2 pedone del bianco · f2 pedone del nero · g2 donna del nero · a1 re del bianco · d1 torre del bianco | a7 alfiere del bianco · h7 donna del bianco · b6 torre del bianco · c6 alfiere del bianco · f6 pedone del nero · h6 alfiere del nero · a5 pedone del nero · c5 cavallo del nero · e5 pedone del nero · f5 torre del nero · h5 pedone del nero · c4 cavallo del bianco · d4 re del nero · e4 torre del nero · h4 pedone del nero · d3 pedone del bianco · g3 cavallo del bianco · h3 alfiere del nero · b2 pedone del bianco · e2 pedone del bianco · f2 pedone del nero · g2 donna del nero · a1 re del bianco · d1 torre del bianco | 3 |
| 2 | a7 alfiere del bianco · h7 donna del bianco · b6 torre del bianco · c6 alfiere del bianco · f6 pedone del nero · h6 alfiere del nero · a5 pedone del nero · c5 cavallo del nero · e5 pedone del nero · f5 torre del nero · h5 pedone del nero · c4 cavallo del bianco · d4 re del nero · e4 torre del nero · h4 pedone del nero · d3 pedone del bianco · g3 cavallo del bianco · h3 alfiere del nero · b2 pedone del bianco · e2 pedone del bianco · f2 pedone del nero · g2 donna del nero · a1 re del bianco · d1 torre del bianco | a7 alfiere del bianco · h7 donna del bianco · b6 torre del bianco · c6 alfiere del bianco · f6 pedone del nero · h6 alfiere del nero · a5 pedone del nero · c5 cavallo del nero · e5 pedone del nero · f5 torre del nero · h5 pedone del nero · c4 cavallo del bianco · d4 re del nero · e4 torre del nero · h4 pedone del nero · d3 pedone del bianco · g3 cavallo del bianco · h3 alfiere del nero · b2 pedone del bianco · e2 pedone del bianco · f2 pedone del nero · g2 donna del nero · a1 re del bianco · d1 torre del bianco | a7 alfiere del bianco · h7 donna del bianco · b6 torre del bianco · c6 alfiere del bianco · f6 pedone del nero · h6 alfiere del nero · a5 pedone del nero · c5 cavallo del nero · e5 pedone del nero · f5 torre del nero · h5 pedone del nero · c4 cavallo del bianco · d4 re del nero · e4 torre del nero · h4 pedone del nero · d3 pedone del bianco · g3 cavallo del bianco · h3 alfiere del nero · b2 pedone del bianco · e2 pedone del bianco · f2 pedone del nero · g2 donna del nero · a1 re del bianco · d1 torre del bianco | a7 alfiere del bianco · h7 donna del bianco · b6 torre del bianco · c6 alfiere del bianco · f6 pedone del nero · h6 alfiere del nero · a5 pedone del nero · c5 cavallo del nero · e5 pedone del nero · f5 torre del nero · h5 pedone del nero · c4 cavallo del bianco · d4 re del nero · e4 torre del nero · h4 pedone del nero · d3 pedone del bianco · g3 cavallo del bianco · h3 alfiere del nero · b2 pedone del bianco · e2 pedone del bianco · f2 pedone del nero · g2 donna del nero · a1 re del bianco · d1 torre del bianco | a7 alfiere del bianco · h7 donna del bianco · b6 torre del bianco · c6 alfiere del bianco · f6 pedone del nero · h6 alfiere del nero · a5 pedone del nero · c5 cavallo del nero · e5 pedone del nero · f5 torre del nero · h5 pedone del nero · c4 cavallo del bianco · d4 re del nero · e4 torre del nero · h4 pedone del nero · d3 pedone del bianco · g3 cavallo del bianco · h3 alfiere del nero · b2 pedone del bianco · e2 pedone del bianco · f2 pedone del nero · g2 donna del nero · a1 re del bianco · d1 torre del bianco | a7 alfiere del bianco · h7 donna del bianco · b6 torre del bianco · c6 alfiere del bianco · f6 pedone del nero · h6 alfiere del nero · a5 pedone del nero · c5 cavallo del nero · e5 pedone del nero · f5 torre del nero · h5 pedone del nero · c4 cavallo del bianco · d4 re del nero · e4 torre del nero · h4 pedone del nero · d3 pedone del bianco · g3 cavallo del bianco · h3 alfiere del nero · b2 pedone del bianco · e2 pedone del bianco · f2 pedone del nero · g2 donna del nero · a1 re del bianco · d1 torre del bianco | a7 alfiere del bianco · h7 donna del bianco · b6 torre del bianco · c6 alfiere del bianco · f6 pedone del nero · h6 alfiere del nero · a5 pedone del nero · c5 cavallo del nero · e5 pedone del nero · f5 torre del nero · h5 pedone del nero · c4 cavallo del bianco · d4 re del nero · e4 torre del nero · h4 pedone del nero · d3 pedone del bianco · g3 cavallo del bianco · h3 alfiere del nero · b2 pedone del bianco · e2 pedone del bianco · f2 pedone del nero · g2 donna del nero · a1 re del bianco · d1 torre del bianco | a7 alfiere del bianco · h7 donna del bianco · b6 torre del bianco · c6 alfiere del bianco · f6 pedone del nero · h6 alfiere del nero · a5 pedone del nero · c5 cavallo del nero · e5 pedone del nero · f5 torre del nero · h5 pedone del nero · c4 cavallo del bianco · d4 re del nero · e4 torre del nero · h4 pedone del nero · d3 pedone del bianco · g3 cavallo del bianco · h3 alfiere del nero · b2 pedone del bianco · e2 pedone del bianco · f2 pedone del nero · g2 donna del nero · a1 re del bianco · d1 torre del bianco | 2 |
| 1 | a7 alfiere del bianco · h7 donna del bianco · b6 torre del bianco · c6 alfiere del bianco · f6 pedone del nero · h6 alfiere del nero · a5 pedone del nero · c5 cavallo del nero · e5 pedone del nero · f5 torre del nero · h5 pedone del nero · c4 cavallo del bianco · d4 re del nero · e4 torre del nero · h4 pedone del nero · d3 pedone del bianco · g3 cavallo del bianco · h3 alfiere del nero · b2 pedone del bianco · e2 pedone del bianco · f2 pedone del nero · g2 donna del nero · a1 re del bianco · d1 torre del bianco | a7 alfiere del bianco · h7 donna del bianco · b6 torre del bianco · c6 alfiere del bianco · f6 pedone del nero · h6 alfiere del nero · a5 pedone del nero · c5 cavallo del nero · e5 pedone del nero · f5 torre del nero · h5 pedone del nero · c4 cavallo del bianco · d4 re del nero · e4 torre del nero · h4 pedone del nero · d3 pedone del bianco · g3 cavallo del bianco · h3 alfiere del nero · b2 pedone del bianco · e2 pedone del bianco · f2 pedone del nero · g2 donna del nero · a1 re del bianco · d1 torre del bianco | a7 alfiere del bianco · h7 donna del bianco · b6 torre del bianco · c6 alfiere del bianco · f6 pedone del nero · h6 alfiere del nero · a5 pedone del nero · c5 cavallo del nero · e5 pedone del nero · f5 torre del nero · h5 pedone del nero · c4 cavallo del bianco · d4 re del nero · e4 torre del nero · h4 pedone del nero · d3 pedone del bianco · g3 cavallo del bianco · h3 alfiere del nero · b2 pedone del bianco · e2 pedone del bianco · f2 pedone del nero · g2 donna del nero · a1 re del bianco · d1 torre del bianco | a7 alfiere del bianco · h7 donna del bianco · b6 torre del bianco · c6 alfiere del bianco · f6 pedone del nero · h6 alfiere del nero · a5 pedone del nero · c5 cavallo del nero · e5 pedone del nero · f5 torre del nero · h5 pedone del nero · c4 cavallo del bianco · d4 re del nero · e4 torre del nero · h4 pedone del nero · d3 pedone del bianco · g3 cavallo del bianco · h3 alfiere del nero · b2 pedone del bianco · e2 pedone del bianco · f2 pedone del nero · g2 donna del nero · a1 re del bianco · d1 torre del bianco | a7 alfiere del bianco · h7 donna del bianco · b6 torre del bianco · c6 alfiere del bianco · f6 pedone del nero · h6 alfiere del nero · a5 pedone del nero · c5 cavallo del nero · e5 pedone del nero · f5 torre del nero · h5 pedone del nero · c4 cavallo del bianco · d4 re del nero · e4 torre del nero · h4 pedone del nero · d3 pedone del bianco · g3 cavallo del bianco · h3 alfiere del nero · b2 pedone del bianco · e2 pedone del bianco · f2 pedone del nero · g2 donna del nero · a1 re del bianco · d1 torre del bianco | a7 alfiere del bianco · h7 donna del bianco · b6 torre del bianco · c6 alfiere del bianco · f6 pedone del nero · h6 alfiere del nero · a5 pedone del nero · c5 cavallo del nero · e5 pedone del nero · f5 torre del nero · h5 pedone del nero · c4 cavallo del bianco · d4 re del nero · e4 torre del nero · h4 pedone del nero · d3 pedone del bianco · g3 cavallo del bianco · h3 alfiere del nero · b2 pedone del bianco · e2 pedone del bianco · f2 pedone del nero · g2 donna del nero · a1 re del bianco · d1 torre del bianco | a7 alfiere del bianco · h7 donna del bianco · b6 torre del bianco · c6 alfiere del bianco · f6 pedone del nero · h6 alfiere del nero · a5 pedone del nero · c5 cavallo del nero · e5 pedone del nero · f5 torre del nero · h5 pedone del nero · c4 cavallo del bianco · d4 re del nero · e4 torre del nero · h4 pedone del nero · d3 pedone del bianco · g3 cavallo del bianco · h3 alfiere del nero · b2 pedone del bianco · e2 pedone del bianco · f2 pedone del nero · g2 donna del nero · a1 re del bianco · d1 torre del bianco | a7 alfiere del bianco · h7 donna del bianco · b6 torre del bianco · c6 alfiere del bianco · f6 pedone del nero · h6 alfiere del nero · a5 pedone del nero · c5 cavallo del nero · e5 pedone del nero · f5 torre del nero · h5 pedone del nero · c4 cavallo del bianco · d4 re del nero · e4 torre del nero · h4 pedone del nero · d3 pedone del bianco · g3 cavallo del bianco · h3 alfiere del nero · b2 pedone del bianco · e2 pedone del bianco · f2 pedone del nero · g2 donna del nero · a1 re del bianco · d1 torre del bianco | 1 |
|   | a | b | c | d | e | f | g | h |   |

Soluzione:
Chiave: 1. Tb4!  (min. 2. Dd7#)
1... Te3  2. Cxa5#

1... Txe2  2. Cxe2#

1... Tef4  2. e3#

1... Tg4  2. Cxf5#

1... Ag7/f8/Tff4/Tg5  2. dxe4#